# World's Advanced Saving Project
World's Advanced Saving Project (WASP) est un fabricant italien d'imprimantes 3D utilisant le procédé Material Extrusion mais avec un bras de manipulation delta à la place du système linéaire classique de déplacement des buses,.

## TECLA
En 2019 WASP, en association avec Mario Cucinella Architects a annoncé la construction d'une maison, baptisée TECLA, uniquement composée de matériaux recyclables grâce à l’impression 3D à Ravenne en Italie,. Elle utilise pour ce projet son imprimante 3D delta pour la construction, la Crane Wasp,.